# Johann Gött
Johann Gött (n. 10 decembrie 1810, Wehrheim, Hessa, Germania – d. 17 octombrie 1888, Brașov, Austro-Ungaria) a fost un tipograf și editor de ziare și de cărți din Brașov, membru activ și ulterior președinte al asociației meseriașilor din oraș, primul vicepreședinte și apoi președinte al Camerei de Comerț și Industrie din Brașov, iar după reorganizarea administrativă din 1876, primul primar al orașului.

## Viața și activitatea
Johann Gött s-a născut pe data de 10 decembrie 1810 ȋn localitatea Wehrheim din regiunea Taunus, situată la aproximativ 25 km nord-vest de orașul Frankfurt pe Main din Confederația Germană. În Frankfurt a ȋnvățat meseria de tipograf și, ȋnainte de a ȋmplini 20 de ani, a plecat ȋn călătorie, pentru a-și ȋmbunătăți cunoștințele profesionale. A trecut prin Berlin, Breslau (azi Wrocław), Viena, Graz, Trieste, Pesta în Ungaria, Sibiu și, pentru un scurt timp, București. După mai mult de doi ani de călătorie, timp ȋn care a lucrat ȋn unele dintre orașele vizitate, în anul 1832, el a ajuns la Brașov.
Aici, pe strada Vămii exista tipografia înființată în anul 1539 de Johannes Honterus și aflată atunci ȋn proprietatea familiei Schobeln. La sfârșitul anului 1830, Johann Gött a început să lucreze aici, ȋnlocuindu-l pe tipograful Friedrich August Herfurth care murise, afirmându-se în scurt timp datorită experienței și a cunoștințelor sale profesionale.  În anul 1833 a tipărit pentru prima dată cu mențiunea „cu literele lui Johann Gött“, iar la 10 ianuarie 1834 a cumpărat tipografia.  În același an s-a căsătorit cu fiica lui Peter Arzt, un meșteșugar (dogar) bogat din Brașov, obținând dreptul de cetățean al orașului în anul 1835.

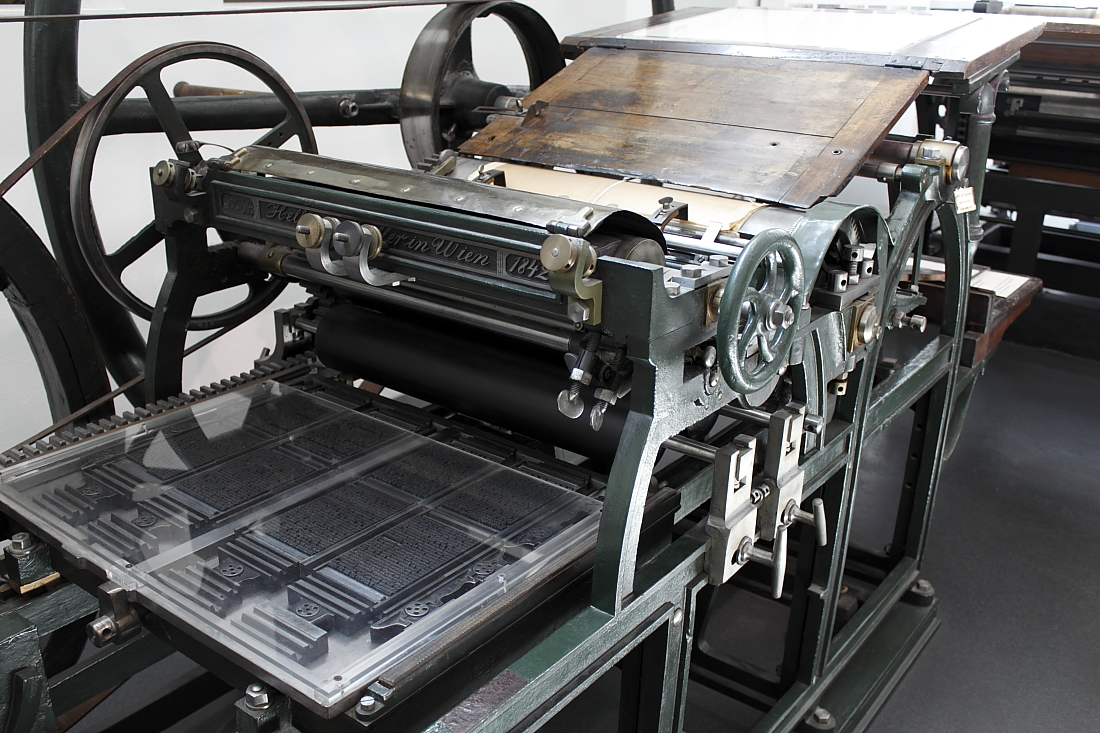
Presă de tipărit
„Helbig & Müller” Viena 1842

Imediat după cumpărarea tipografiei, pe 21 ianuarie 1834, Johann Gött a solicitat Magistratului Orașului aprobarea pentru publicarea unui ziar săptămânal. Cu toată aprobarea primită pe 2 februarie 1835, publicarea ziarelor a întârziat din diferite motive.
Între 24 mai 1837 și 22 martie 1849 a publicat Siebenbürger Wochenblatt (Săptămânalul Transilvaniei) cu suplimentul literar Unterhaltungsblatt für Geist, Gemüth und Publizität (Jurnal de divertisment pentru spirit, minte și publicitate) până în 29 decembrie 1837, iar între 1 decembrie 1837 și 26 decembrie 1839 Erdelyi Hirlap cu suplimentul literar Mulattató.
De asemenea, Johann Gött a publicat între 2 ianuarie și 25 decembrie 1837 revista săptămânală Foaia Duminecii, redactată de Ioan Barac, pe cheltuiala negustorilor brașoveni Rudolf Orghidan și (doar la primul număr) Dimitrie Marin. Din această revistă au apărut în total 52 de numere, în care au fost publicate traduceri literare, povestiri amuzante și morale, preluări și compilații, în mare parte din presa germană, acestea conferind Foii Duminecii un caracter de magazin enciclopedic și de divertisment. Din păcate, aceasta nu a corespuns așteptărilor publicului și nu a reușit să își asigure un număr corespunzător de abonați.
În cursul anului 1837 a început colaborarea cu George Barițiu, publicând un ziar politic în limba română intitulat Foaie de săptămână din Transilvania, care reproducea informații din ziarul german brașovean Siebenbürger Wochenblatt. Din Foaia de săptămână au apărut doar 2 numere în 3 și respectiv 10 iulie 1837, ziarul fiind sistat din lipsa autorizației. Insuccesul l-a determinat pe Rudolf Orghidan să se retragă definitiv.
În același an, Johann Gött, George Barițiu, cu sprijinul financiar al altui negustor brașovean, Gheorghe Nica, au făcut împreună demersurile pentru eliberarea aprobării publicării Gazetei de Transilvania, pe numele lui Johann Gött, primul număr al Gazetei apărând pe 12/24 martie 1838. Conform convenției încheiate între Gött, ca editor, și Barițiu, ca redactor, în prezența martorului Gheorghe Nica, care fixa raporturile dintre ei, cu precizarea salariului lui Barițiu, Gött se angaja să asigure tipărirea la timp și expedierea ziarelor. Ca editor, avea de primit drept plată două părți din tirajul săptămânal de 600 de exemplare, iar după plata cheltuielilor, profitul se împărțea în două.

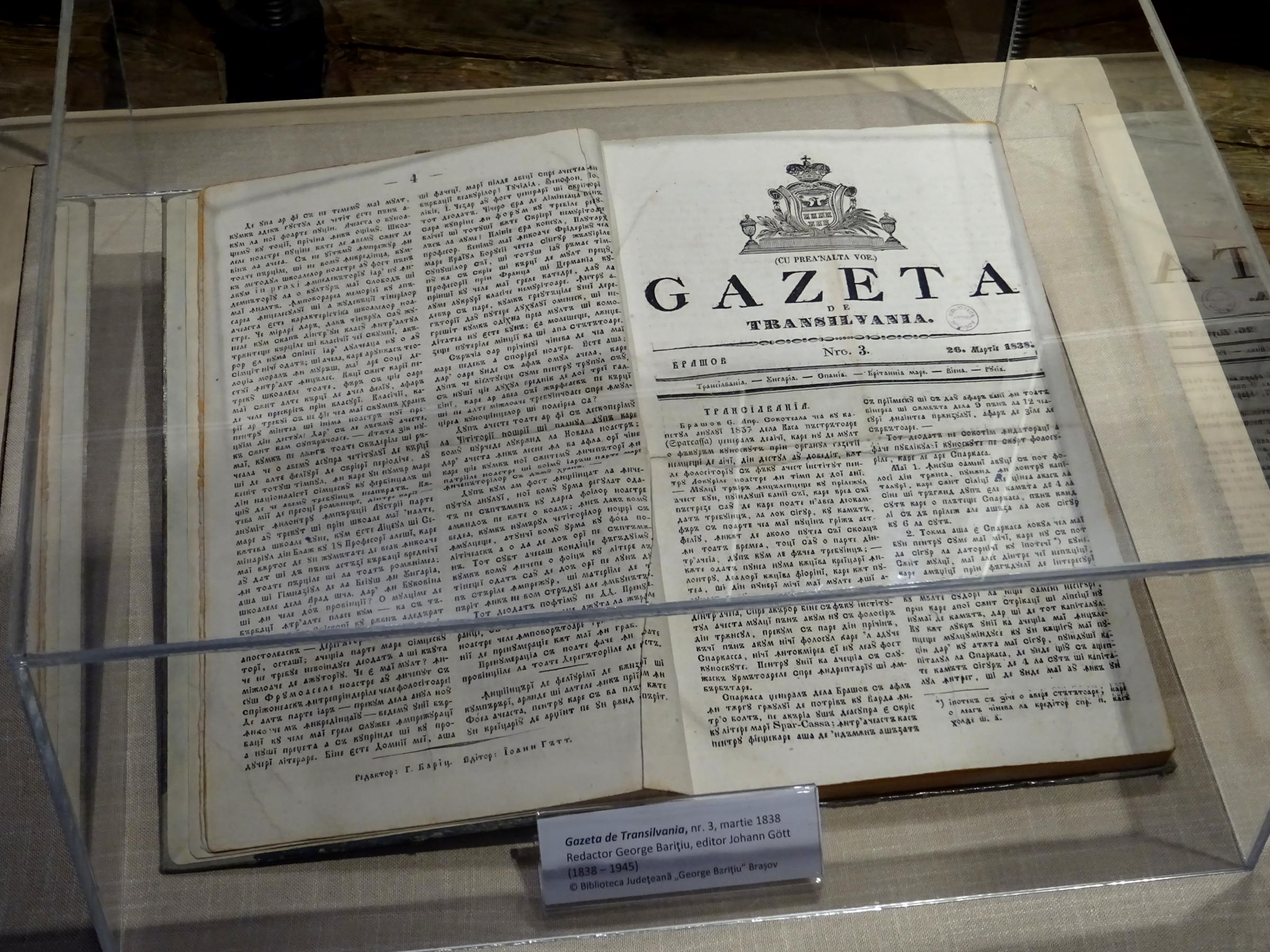
Gazeta de Transilvania numărul 3, martie 1838

Gazeta a fost tipărită aici în tipografia Johann Gött timp de peste 45 de ani, din anul 1838 până în anul 1884. Tot aici au mai fost tipărite: suplimentul literar al Gazetei, Foaie pentru minte, inimă și literatură (2 iulie 1838 – 1 martie 1849), Blätter für Geist, Gemüth und Vaterlandeskunde (Foi pentru spirit, minte și patriotism) din 5 ianuarie 1838 până în 1858, Der Satellit (Satelitul) și Intelligenzblatt (Foaie de informații), suplimente la Siebenbürger Wochenblatt (13 ianuarie 1840 – 1848).
În legătură cu problema limbii oficiale a Transilvaniei, pusă la Dieta Transilvaniei din 1842, Johann Gött a publicat broșura profesorului, istoricului, gânditorului umanist sas Stephan Ludwig Roth, „Der Sprachkampf in Siebenbürgen“ (Lupta lingvistică în Transilvania), care recomanda și recunoașterea limbii române ca limbă oficială, dată fiind ponderea populației românești în Transilvania. De asemenea, a sprijinit foarte mult, ca editor, publicațiile privind istoria Transilvaniei.
Din anul 1841, Johann Gött a devenit membru activ al nou înființatei „Asociații a meseriașilor” („Gewerbeverein”), fiind ales președinte al acesteia din anul 1852 până în anul 1881. Începând cu anul 1845, Johann Gött a publicat periodic cartea de adrese pentru orașul Brașov.
În anul 1849, odată cu ocuparea Brașovului de către armata revoluționară maghiară de sub comanda generalului Józef Bem la 20 martie, Johann Gött a fost nevoit să înceteze să mai publice, a fost adesea persecutat și chiar viața sa a fost pusă în pericol. Doar intervenția personală a generalului Bem l-a scăpat de trimiterea sub escortă la Sfântu Gheorghe pentru execuție.
După retragerea trupelor revoluționare maghiare, activitatea lui Johann Gött a revenit la normal. Din 1851 a fost ales membru și ulterior președinte al comunității centumvirale a Brașovului, fiind de asemenea ales în comitetul de conducere al comunității bisericești evanghelice din Brașov, fiind decenii la rând epitrop și curator al bisericii. Tot din anul 1851, odată cu înființarea Camerei de Comerț și Industrie Brașov, care avea competență pentru toată Transilvania de sud și sud-est, a fost ales vicepreședinte și, între 1866-1876, președinte al acesteia. În jurul anului 1871, a lucrat împreună cu pastorul și profesorul protestant Samuel Traugott Schiel (1812-1881), director al gimnaziului Honterus din 1856, inițiind ori sprijinind proiecte importante pe plan local sau național.
La 26 octombrie 1876, în cadrul reorganizării administrative a Transilvaniei, Johann Gött a devenit primul primar al orașului Brașov, funcție pe care a îndeplinit-o până la 1 decembrie 1879, când s-a pensionat la vârsta de 69 de ani.
Afectat și de moartea prematură a fiului său Heinrich în anul 1883, Johann Gött a murit la 17 octombrie 1888 când avea 78 de ani și a fost înmormântat în cimitirul evanghelic de pe strada Lungă nr. 2 din Brașov.
În semn de recunoștiință pentru meritele sale, din 1990, strada care face legătura între străzile Apollonia Hirscher și
Nicolae Bălcescu, a primit numele strada „Johann Gött“.